# Tone Wilhelmsen Trøen
Tone Wilhelmsen Trøen, née le 23 février 1966 à Bærum, est une femme politique norvégienne, membre du Parti conservateur. Elle est députée d'Akershus depuis 2013 et présidente du Storting de 2018 à 2021.

## Biographie

### Jeunesse et vie professionnelle
Tone Wilhelmsen Trøen est la fille de John Willy Wilhelmsen (1928-2012), directeur d'usine, et d'Anne-Marie Christiansen (1929-2017), secrétaire.
Elle grandit à Nes en Akershus, où elle passe son baccalauréat général en 1985. Elle étudie ensuite le commerce et l'anglais pendant un an à l'école de commerce Otto Treider d'Oslo et au St. Godric's College de Londres.
Elle commence à travailler comme secrétaire puis secrétaire administrative chez Norsk Hydro Aluminium en 1986. À partir de 1988, elle occupe la même fonction chez AS Euro Invest, et y devient chef de bureau en 1991.
Elle change ensuite d'employeur pour le cabinet d'audit Horwath, où elle est de nouveau secrétaire administrative de 1996 à 1998, année où elle obtient la responsabilité du personnel et des marchés. Elle suit également des cours semestriels en gestion à BI Norwegian Business School en 1997 et 1999.
En 2002, elle devient directrice du Rainbow Hotel Arena du Olav Thon Gruppen. L'hôtel est alors en phase d'établissement. À partir de 2003, elle est chef de projet pour Mathiesen Eidsvold Værk ANS, où elle devient chef de service en 2005.
En 2008, quitte son emploi et commence une formation en trois ans d'infirmière à l'université métropolitaine d'Oslo. Elle travaille de 2011 à 2012 au service de pneumologie de l'hôpital A-hus, puis de 2012 à son élection en 2013 au centre de soins longue-durée de Skedsmo. 
Tone Wilhelmsen Trøen est domiciliée à Eidsvoll et mère de trois enfants.

### Parcours politique
Tone Wilhelmsen Trøen commence en 1987 sa carrière politique comme conseillère municipale suppléante de Nes en Akershus pour le Parti conservateur.
Elle est réélue conseillère municipale en titre en 1991, et devient vice-présidente de la commission des affaires sociales, ainsi que première suppléante du bloc de droite au comité exécutif. En 1995, Tone Wilhelmsen Trøen obtient les mêmes fonctions, mais cette fois-ci à Eidsvoll, et siège au conseil d'administration de la société de production d'électricité de la ville. Après une pause entre 1999 et 2003, elle est de nouveau élue au conseil municipal d'Eidsvoll. Elle siège alors dans la commission municipale administrative et au comité exécutif, tout en étant présidente de son groupe politique. Elle conserve ces fonctions jusqu'en 2011.
En 2013, elle est élue députée du comté d'Akershus pour le Parti conservateur et siège pendant son premier mandat à la commission des affaires sanitaires. Après sa réélection en 2017, elle dirige la commission des affaires familiales et culturelles. 
En janvier 2018, elle devient vice-présidente du groupe parlementaire conservateur, après le départ de Nikolai Astrup au gouvernement. 
En mars 2018, le président du Parlement Olemic Thommessen est contraint de démissionner à la suite du scandale suscité par l'inattendu doublement du budget du projet de rénovation du Storting. 
Tone Wilhelmsen Trøen est alors choisie pour lui succéder et est élue le 15 mars avec 152 voix pour et 2 abstentions. Elle est la deuxième femme à occuper cette fonction, et aucun président du Storting n'avait eu aussi peu d'ancienneté parlementaire avant son élection depuis la Première Guerre mondiale.